# Favonigobius gymnauchen
Favonigobius gymnauchen és una espècie de peix de la família dels gòbids i de l'ordre dels perciformes.

## Morfologia
- Els mascles poden assolir 9 cm de longitud total.[3][4]

## Depredadors
A Corea és depredat per Liparis tanakae.

## Hàbitat
És un peix de clima subtropical i associat als esculls de corall.

## Distribució geogràfica
Es troba a Austràlia, la Xina (incloent-hi Hong Kong), el Japó (incloent-hi les Illes Ryukyu), Corea del Sud, Corea del Nord, la Micronèsia, Palau, Taiwan i el Vietnam.

## Observacions
És inofensiu per als humans.